# Potosí (Nariño)
Potosí est une municipalité située dans le département de Nariño en Colombie.